# Reformierte Kirche Innerferrera

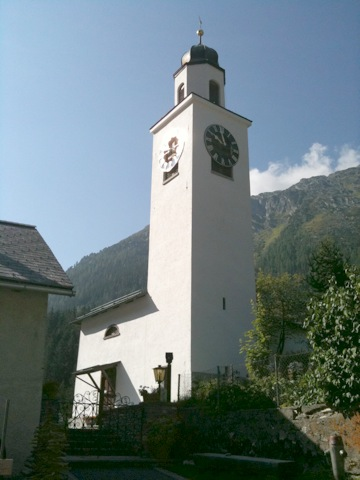
Aussenansicht

Die reformierte Kirche in Innerferrera im Ferreratal ist ein evangelisch-reformiertes Gotteshaus unter dem Denkmalschutz des Kantons Graubünden.

## Geschichte
Die heutige Kirche ist ein Neubau aus dem Jahr 1834, der wesentlich ältere Bausubstanz einer Vorgängerkirche, wahrscheinlich vom Beginn des 16. Jahrhunderts kurz vor der Reformation, integriert hat. Vor dem Kircheneingang ist heute eine Glocke von 1522 positioniert, die vermutlich im Glockenturm des Vorgängerbaus ihren Dienst getan hat. Die beiden heute im Gebrauch befindlichen Glocken datieren auf 1726 und 1967.

## Ausstattung
Im schlichten Kircheninneren zeugt im Chor ein biblisches Wort aus dem Hebräerbrief (12,2) von der früheren rätoromanischen Gottesdienstsprache im Idiom Sutsilvan:

«Cun fidainza lainsa nus vurdar sin Jesus, l’anscheatta a la fegn dalla cardientscha.»

„Vertrauensvoll wollen wir blicken auf Jesus, den Anfänger und Vollender des Glaubens.“

Die pedalbetriebene Orgel wurde 1979 eingebaut.

## Kirchliche Organisation
Kirchlich selbständig wurde Ausserferrera 1707, als es sich von der Mutterkirche St. Martin in Zillis löste. 
Die Evangelisch-reformierte Landeskirche Graubünden führt Innerferrera als Teil der Kirchgemeinde Avers/Ferrera.

## Galerie

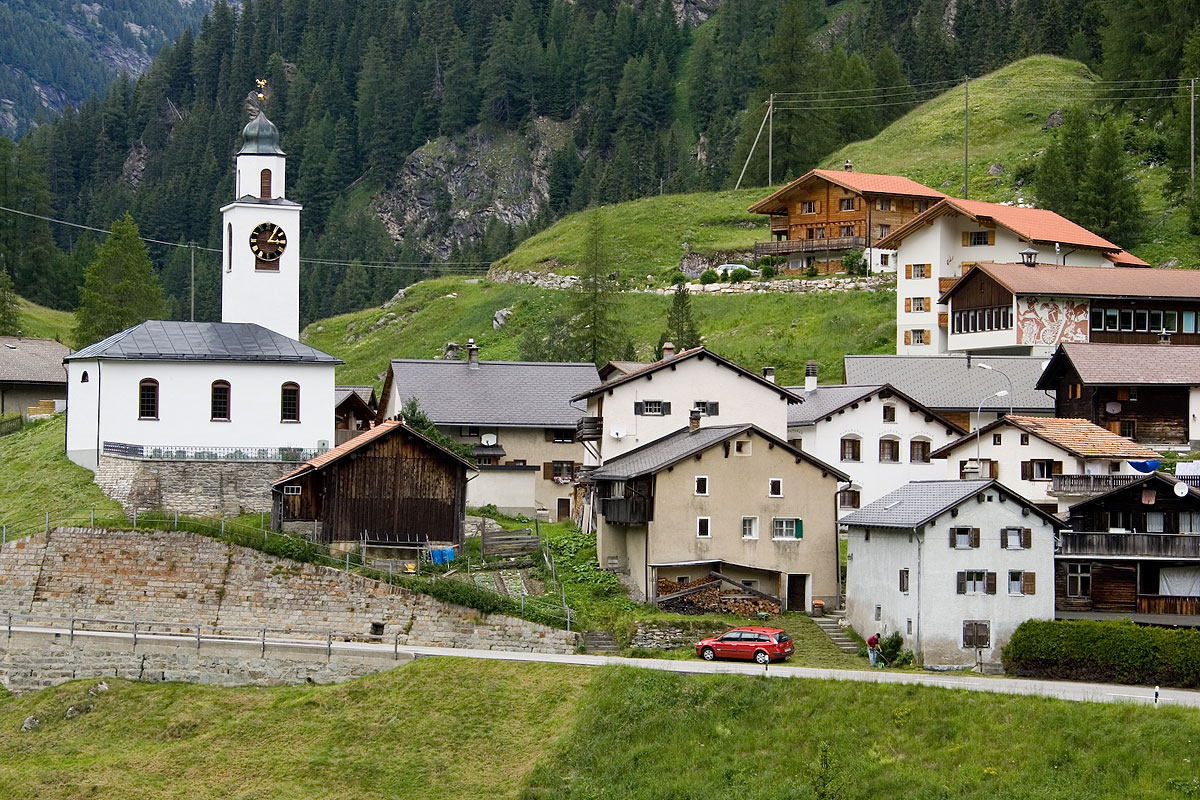
Die das Dorfbild prägende Kirche Innerferrera
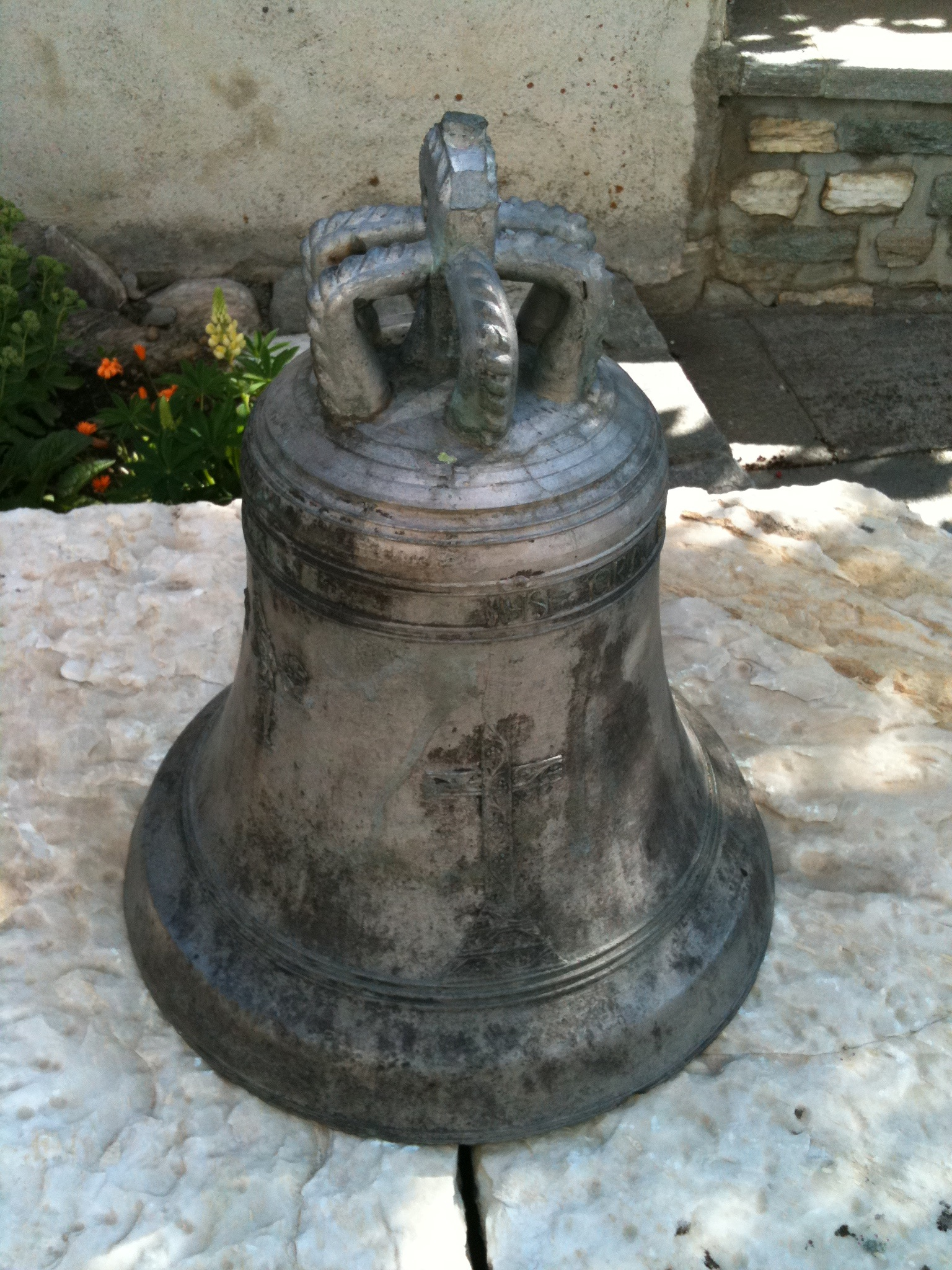
Alte Glocke von 1522 vor der Kirche